# Línea 392 (Buenos Aires)
La Línea 392 de colectivos metropolitanos de Buenos Aires es una línea de autobuses perteneciente a la empresa La Nueva Metropol, bajo el nombre de Libertador Metropolitana.
Cubre un recorrido que une la estación Morón con la estación Marinos del Crucero Gral. Belgrano, en la localidad de Parque San Martín, Merlo.

## Unidades
Colores: originalmente las unidades estaban pintadas de azul con franjas amarillas y negras. Actualmente las unidades pasaron a ser blancas con el nombre Libertador Metropolitana (con fondos violeta y verde, como en las líneas 326 y 386) y con una rosa en los laterales.

## Administración
Empresa Libertador San Martín S.A.T.: Av. B. Mitre y Callao - Moreno - Provincia de Buenos Aires

## Ramales
- EST. MORON - PARQUE SAN MARTIN - EST. MARINOS DEL CRUCERO GENERAL BELGRANO
- FRACCIÓN: EST. MARINOS DEL CRUCERO GENERAL BELGRANO - PARQUE SAN MARTIN - EST. MERLO